# فچنر (دهانه)
فچنر یک دهانه برخوردی در ماه‌ است.

## دهانه‌های اقماری
این دهانه ۱ دهانه اقماری دارد.
| Fechner | عرض جغرافیایی | طول جغرافیایی | قطر          |
| ------- | ------------- | ------------- | ------------ |
| T       | ۵۹.۱° S       | ۱۲۲.۹° E      | ۱۴.۰ کیلومتر |